# دوئت (فیلم ۲۰۰۰)
دوئت (به انگلیسی: Duets) فیلمی محصول سال ۲۰۰۰ و به کارگردانی بروس پالترو است. در این فیلم بازیگرانی همچون گوئینت پالترو، هوی لویس، پل جیاماتی، ماریا بلو، آندره بروگر، اسکات اسپیدمن، لاکلین مونرو، انجی دیکینسون، مایا رودولف، کیگان کونور تریسی، کیرستن وارن و ماریان سلدس ایفای نقش کرده‌اند.